# Johnny Mercer
John Herndon Mercer o Johnny Mercer (18 de novembre de 1909 – 25 de juny de 1976) fou un lletrista, compositor de cançons i cantant nord-americà. Des de mitjans de la dècada de 1930 fins als anys 50, moltes de les cançons de Mercer estaven entre les més populars per al públic de l'època. Va escriure la lletra de més de mil cinc-centes cançons, incloent composicions per al cinema i per a espectacles teatrals del circuit de Broadway. Va rebre dinou nominacions als Premis Óscar, guanyant-ne quatre d'ells. A més, Mercer va ser cofundador de Capitol Records.

## Biografia

### Primers anys
Nascut a Savannah, Geòrgia, el seu pare, George Anderson Mercer, era un destacat advocat i promotor de béns, i la seva mare, Lillian Elizabeth Ciucevich, secretària de George Mercer i la seva segona esposa, era filla d'uns immigrants d'origen croat i irlandès. Mercer era el quart fill de George, i el primer de Lillian. El seu besavi va ser el General Confederat Hugh W. Mercer, descendent directe del General de la Guerra d'Independència dels Estats Units Hugh Mercer. Mercer també era un cosí llunyà del general George S. Patton.
A Mercer ja li agradava la música de nen, i atribuïa el seu talent musical a la seva mare, que cantava balades sentimentals. El pare de Mercer també cantava, principalment velles cançons escoceses. A més, la seva tia el portava a veure xous de vodevil i de minstrel. El contacte de Mercer amb la música negra era potser excepcional entre els compositors blancs de la seva generació. A més de tenir negres com a companys de joc i criats, Mercer se sentia atret pels serveis religiosos negres.

### Formació
Mai va tenir una formació musical formal, però cantant en un cor des dels sis anys, cap als onze o dotze havia memoritzat gairebé totes les cançons que havia sentit, i sentia curiositat per saber qui les havia escrit. En una ocasió li va preguntar al seu germà qui era el millor compositor de cançons, i li va contestar que era Irving Berlin, entre els millors del grup del Tin Pan Alley. Malgrat el seu precoç contacte amb la música, el seu talent s'encaminava clarament a les lletres i al cant, no a tocar instruments musicals, encara que al principi havia pensat ser compositor. De fet, els seus intents per tocar la trompeta i el piano no van tenir èxit, i mai va poder llegir solfeig amb facilitat, per la qual cosa va haver de dependre d'un sistema propi d'anotacions.
Mercer va estudiar a la Woodberry Forest School, a Virgínia, fins a 1927. Encara que no era un estudiant destacat, va estar molt actiu en les societats literàries i poètiques, i va escriure com a humorista en les publicacions del centre. A més, el seu contacte amb la literatura clàssica va enriquir el seu ja ben dotat vocabulari i la seva fraseologia. Donada la rellevant història de la seva família, i la seva associació amb Princeton, Nova Jersey i amb la Universitat de Princeton, Mercer va estudiar allà, fins que els revessos financers del seu pare a la fi dels anys vint van obligar a canviar els plans. Per això, va haver de treballar en el negoci del seu pare, encara que aviat se'n va cansar, i de viure a Savannah, i decidí canviar d'aires.

### Inicis professionals
Mercer es va traslladar a Nova York el 1928, als 19 anys. La música que li agradava, jazz i blues, estava en auge a Harlem, i Broadway bullia amb musicals i revistes de George Gershwin, Cole Porter, i Irving Berlin. El vodevil, que començava a decaure, encara tenia una forta presència musical. Els primers treballs de Mercer van ser en petits papers com a actor. Amb plenitud de temps lliure al seu apartament de Greenwich Village, Mercer aviat va tornar a cantar i a escriure lletres. Durant el dia treballava en una casa d'inversions bursàtils, i a la nit cantava. Una nit va ser després de bastidors a oferir a Eddie Cantor una cançó còmica però, encara que Cantor no la va utilitzar, va estimular la carrera de Mercer. La primera lletra de Mercer, per a la cançó "Out of Breath (and Scared to Death of You)", composta pel seu amic Everett Miller, va aparèixer en una revista The Garrick Gaieties el 1930. Mercer va conèixer a la seva futura esposa en el xou, la corista Ginger Meehan. Gràcies al pare de Miller, executiu de T. B. Harms, es va publicar la primera cançó de Mercer, sent gravada per Joe Venuti i les New Yorkers.
Amb 20 anys, Mercer va començar a relacionar-se amb altres compositors de cançons, aprenent-ne el negoci. Va viatjar a Califòrnia per encarregar-se d'escriure les lletres del musical Parisc in the Spring, coneixent als seus ídols Bing Crosby i Louis Armstrong. Mercer va trobar alliçonadora l'experiència, adonant-se que preferia escriure de manera independent abans que treballar en els musicals. A la seva tornada, va aconseguir un treball com a lletrista per a Miller Music per 25 dòlars setmanals, la qual cosa li va donar seguretat suficient per casar-se amb Ginger Meehan el 1931.
En 1932 Mercer va guanyar un concurs per cantar amb l'orquestra de Paul Whiteman, però això no va ajudar a millorar la seva situació personal de manera significativa. El 5 d'abril d'aquest any va fer el seu primer enregistrament, cantant amb la banda de Frank Trumbauer. Mercer després va participar amb Yip Harburg en la partitura d'Americana, una revista famosa per la cançó "Brother, Can You Spare a Dime?" (no escrita per Mercer). Després de diverses cançons no destacables, en el seu període amb Whiteman va escriure i va cantar "Pardon My Southern Accent". La fortuna de Mercer va millorar dramàticament quan es va aparellar amb Hoagy Carmichael, ja famós pel tema "Stardust". Tots dos van passar un any treballant en "Lazybones", que es va convertir en un èxit després de la seva primera emissió radiofònica. Mercer va passar a ser membre de la American Society of Composers, Authors and Publishers i un “germà” reconegut de la fraternitat del Tin Pan Alley, rebent felicitacions d'Irving Berlin, George Gershwin i Cole Porter, entre d'altres.
Al llarg dels anys vint i començaments dels trenta, les cançons s'integraven en els espectacles musicals sense intervenir en el relat. La demanda d'aquests temes va disminuir i augmentà l'interès per les cançons al cinema; a Mercer li van oferir treballar a Hollywood component cançons i actuant en musicals de baix pressupost a la RKO Pictures; va anar a l'oest, seguint els passos del seu ídol, Bing Crosby.

### Hollywood
Quan Mercer va arribar a Hollywood el 1935, la seva carrera va quedar assegurada. Les cançons per al cinema, amb l'ús de micròfons sensibles, alliberaven als compositors de les restriccions de les cançons cantades en directe. Intèrprets com Fred Astaire i Ginger Rogers podien ara cantar amb tota tranquil·litat, i amb una manera més conversacional. La primera feina de Mercer a Hollywood va ser en un musical de sèrie B, Old Man Rhythm, pel qual va fer dues cançons mediocres i una mala actuació. El seu següent projecte, To Beat the Band, va ser un altre fracàs, però va donar lloc a una reunió i una col·laboració amb Fred Astaire en la cançó d'Astaire "I’m Building Up to an Awful Let-Down".
El seu primer tema d'èxit a Hollywood va ser "I'm an Old Cowhand from the Rio Grande", escrivint tant la música com la lletra. Va ser interpretada per Crosby en la pel·lícula Rhythm on the Range el 1936, i a partir de llavors la demanda de treballs a Mercer es va incrementar. El seu segon èxit aquest any va ser "Goody Goody". el 1937 Mercer va començar a treballar amb Warner Brothers, col·laborant amb el veterà compositor Richard A. Whiting (Ain't We Got Fun?), escrivint ràpid "Too Marvelous for Words" i "Hooray for Hollywood". Després de la sobtada mort de Whiting per un atac cardíac, Mercer va treballar amb Harry Warren per crear "Jeepers Creepers", amb la qual va aconseguir la seva primera nominació a l'Oscar a la millor cançó original. D'aquest tema va fer un memorable enregistrament amb Louis Armstrong. Un altre èxit amb H. Warren el 1938 va ser "You Must Have Been a Beautiful Baby". La parella també va escriure "Hooray For Spinach", una cançó còmica produïda per a la pel·lícula Naughty But Nice el 1939.

### Carrera coma a cantant
Durant un període de pausa en la Warner Bros, Mercer va reprendre la seva carrera com a cantant. Així, va actuar amb Bing Crosby en xous informals de tipus minstrel en el “Westwood Marching and Chowder Club”, incloent en els mateixos a diferents celebritats de Hollywood, entre elles Bob Hope. Un tema cantat a duo, "Mr. Crosby and Mr. Mercer", es va gravar i es va convertir en un èxit el 1938. El 1939 Mercer va escriure la lletra per a una melodia de Ziggy Elman, un trompetista que tocava amb Benny Goodman. La cançó, "And the Angels Sing", encara que gravada per Bing Crosby i Count Basie, va arribar al número 1 de les llistes en la versió de Goodman, cantada per Martha Tilton, i amb un memorable solo de trompeta d'Elman. Anys més tard, el títol de la cançó es va inscriure en la tomba de Mercer.
Mercer va ser convidat al programa radiofònic Camel Caravan a Nova York per cantar els seus èxits i crear cançons satíriques amb l'orquestra de Benny Goodman, i convertint-se en el presentador de l'emissió nacional del xou durant diversos mesos. Al poc temps va tenir uns altres dos èxits, "Day In, Day Out" i "Fools Rush In (Where Angels Fear to Tread)", i Mercer va aconseguir que cinc dels seus temes entressin en la llista dels deu millors del programa de ràdio Your Hit Parade. Mercer també va engegar una editora, de curta trajectòria, durant la seva estada a Nova York. En una bona ratxa de feina, Mercer va treballar en un musical amb Hoagy Carmichael, Walk With Music, que fou un èxit, encara que la qualitat de la història no es podia comparar amb la de la música. Per Mercer va ser una desil·lusió la selecció de Johnny Burke com el compositor de les cançons per a la sèrie de pel·lícules de Bob Hope i Bing Crosby, Road. El 1940 Mercer i la seva esposa van adoptar una filla, Amanda.

### Judy Garland i Harold Arlen
En 1941, poc després de morir el seu pare, Mercer va iniciar una intensa relació amb Judy Garland, de 19 anys, estant ella compromesa amb el compositor David Rose. Garland es va casar amb Rose i la relació es va acabar, encara que la situació va tenir un profund efecte emocional en les lletres de Mercer. Aquesta relació es va recuperar més endavant, i Mercer afirmava que la seva cançó "I Remember You" era una expressió directa dels seus sentiments per Garland.
Al poc temps Mercer va conèixer a un col·laborador ideal, Harold Arlen, les composicions influenciades del qual pel jazz i el blues van donar a les sofisticades lletres de Mercer un perfecte vehicle musical. A partir de llavors les lletres de Mercer van començar a mostrar la combinació d'enginy sofisticat i matisos regionals meridionals que caracteritzen a algunes de les seves millors cançons. El seu primer èxit va ser "Blues in the Night" (1941), que Arthur Schwartz considerava “probablement la millor cançó de blues mai escrita.”
El duo va compondre "One for My Baby (and One More for the Road)" (1941), "That Old Black Magic" (1942), i "Come Rain Or Come Shine" (1946), entre altres temes. Frank Sinatra va tenir una particular fortuna amb les dues primeres cançons, i Bing Crosby amb la tercera. "Come Rain" va ser l'únic èxit de Mercer en el circuit de Broadway, compost per al xou St. Louis Woman, amb Pearl Bailey. "On the Atchison, Topeka and the Santa Fe" va destacar quan va ser cantada per Judy Garland en la pel·lícula de 1946 The Harvey Girls, i va donar a Mercer el primer dels seus quatre Óscar a la millor cançó original, després de vuit nominacions sense premi.
Mercer va tornar a treballar amb Hoagy Carmichael per compondre "Skylark" (1941) i la cançó guanyadora d'un Oscar "In the Cool, Cool, Cool of the Evening" (1951). Amb Jerome Kern Mercer va crear You Were Never Lovelier per a Fred Astaire i Rita Hayworth en la pel·lícula del mateix nom, així com "I'm Old Fashioned". Mercer cofundà Capitol Records a Hollywood el 1942 amb el productor Buddy DeSylva i amb Glen Wallichs. També va ser cofundador de Cowboy Records.

### Anys 50 i 60
A Mercer li van demanar sovint escriure noves lletres a melodies populars. Les lletres de "Laura", "Midnight Sun" i "Satin Doll" van ser totes elles escrites una vegada la música ja havia estat un èxit. També li van demanar escriure lletres en anglès de cançons estrangeres, com "Fulles mortes", basada en la cançó francesa "Les feuilles mortes".
En la dècada del 1950, l'arribada de rock and roll i la transició del jazz al bebop van disminuir enormement l'audiència natural de Mercer. La seva continuada sèrie d'èxits arribava a la seva fi, si bé encara havia de produir moltes grans cançons. Mercer va escriure per a algunes pel·lícules de MGM, entre elles Set núvies per a set germans (1954) i Merry Andrew (1958). Va col·laborar en tres musicals de Broadway en els anys 50 -Top Banana (1951), Li'l Abner (1956), i Saratoga (1959)– i The Good Companions, una producció representada el 1974 en el West End londinenc. Entre les seves cançons de major èxit de la dècada de 1950 s'inclouen "The Glow-Worm" (cantada pels Mills Brothers) i "Something's Gotta Give".
El 1961 va escriure les lletres de "Moon River" per a Audrey Hepburn a Esmorzar amb diamants, així com per al tema de Dies de vi i roses, ambdues amb música de Henry Mancini, i per les quals Mercer va rebre el seu tercer i quart Óscar a la millor cançó. Mercer, també amb Mancini, va escriure "Charade" per a la pel·lícula de 1963 de Cary Grant i Audrey Hepburn Xarada i La gran cursa, que li suposarien dues nominacions més als Oscar. A més, el 1962 va escriure el clàssic de Tony Bennett "I Wanna Be Around", i el 1965 l'èxit de Sinatra "Summer Wind". Un exemple de l'alta estima que es tenia pel treball de Mercer és el fet que el 1964 era l'únic lletrista a tenir gravat el seu treball en un dels celebrats volums d'Ella Fitzgerald titulats The Complete Ella Fitzgerald Song Books, per al segell Verve Records.

### Darrers anys

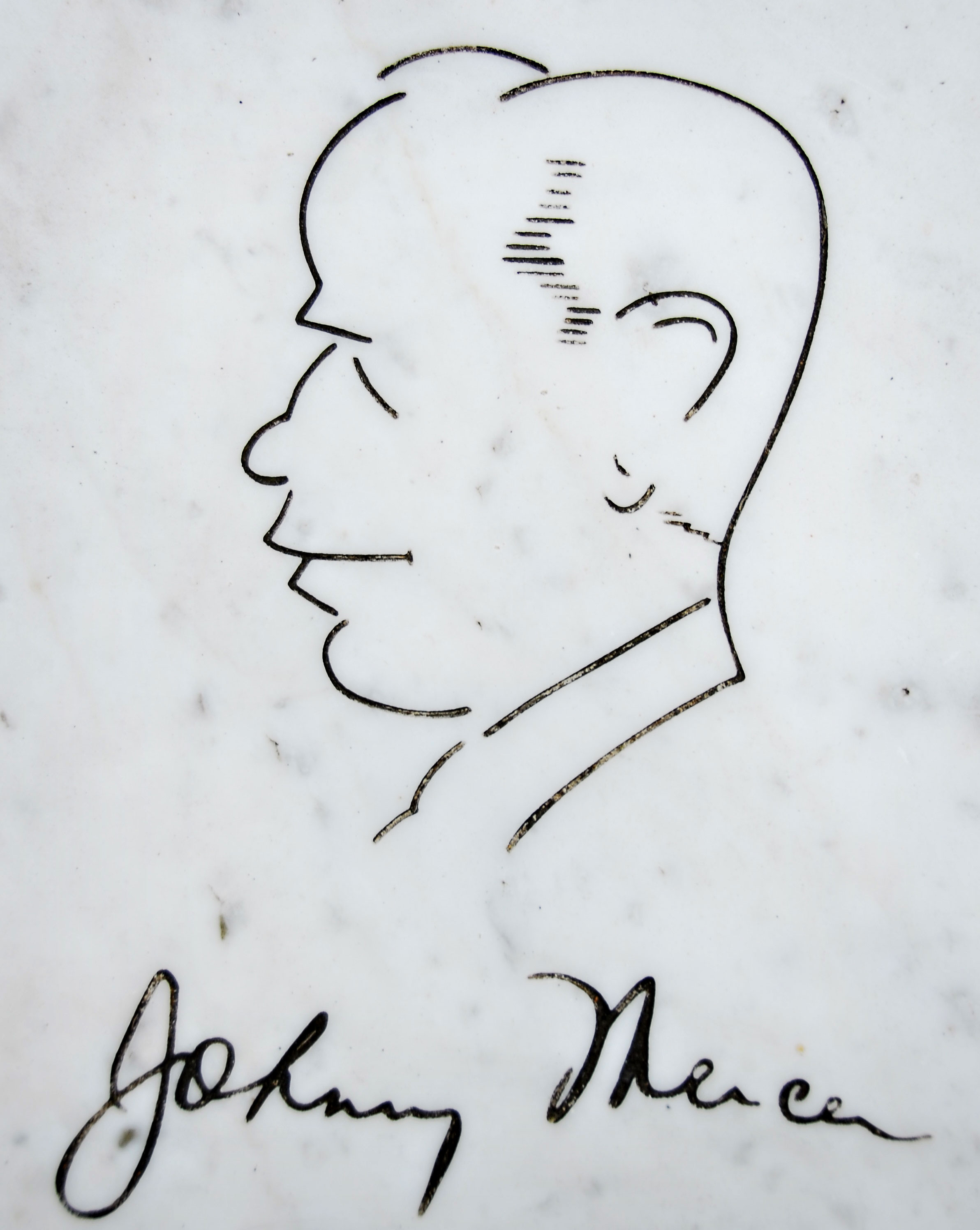
Autoretrat i signatura de Johnny Mercer en la seva tomba en el Cementiri Bonaventure, de Savannah

El 1969, Mercer va col·laborar amb els editors Abe Olman i Howie Richmond en la fundació del Saló de la Fama dels Compositors. El 1971, Mercer va presentar una retrospectiva de la seva carrera a Nova York, en la que hi havia una actuació de Margaret Whiting; tot això quedà enregistrat en el disc An Evening with Johnny Mercer. El 1974 va gravar dos àlbums de les seves cançons a Londres, amb la Pete Moore Orchestra i la Harry Roche Constellation, enregistraments posteriorment compilats en un sol disc publicat amb el títol My Huckleberry Friend. El 1975, Paul McCartney va sol·licitar a Mercer una col·laboració però el compositor estava molt malalt ja que li havien diagnosticat un tumor cerebral.
Johnny Mercer va morir el 25 de juny de 1976 en Bel Air (Los Angeles), Califòrnia. Va ser enterrat en el Cementiri Bonaventure de Savannah.

## Premis
Mercer va guanyar quatre Oscar a la millor cançó original:
- "On the Atchison, Topeka and the Santa Fe" (1946, música de Harry Warren) de la pel·lícula The Harvey Girls.
- "In The Cool, Cool, Cool Of The Evening" (1951, música de Hoagy Carmichael) de la pel·lícula Here Comes The Groom
- "Moon River" (1961, música de Henry Mancini) de la pel·lícula Esmorzar amb diamants
- "Days of Wine and Roses" (1962, música de Henry Mancini) de la pel·lícula Dies de vi i roses

També va aconseguir dos Premis Globus d'Or: un el 1971 a la millor cançó original, per "Whistling Away the Dark", del film Darling Lili; un altre, el 1972 per "Life Is What You Make It", del film Kotch. A més, va obtenir un estrella en el Passeig de la Fama de Hollywood, en el 1628 Vine Street, pel seu treball televisiu.

## Cançons
A més de les següents cançons, en va escriure moltes altres, algunes de les quals formen part del Great American Songbook. Totes les lletres són de Mercer, si no s'especifica un altre autor.
| Data | Cançó                                         | Música                                              | Notes                                                 |
| ---- | --------------------------------------------- | --------------------------------------------------- | ----------------------------------------------------- |
| 1933 | "Lazy Bones"                                  | Hoagy Carmichael                                    |                                                       |
| 1934 | "P.S. I Love You"                             | Gordon Jenkins                                      |                                                       |
| 1936 | "Goody Goody"                                 | Matty Malneck                                       |                                                       |
| 1936 | "I'm an Old Cowhand from the Rio Grande"      | Johnny Mercer                                       |                                                       |
| 1937 | "Hooray for Hollywood"                        | Richard A. Whiting                                  |                                                       |
| 1937 | "Too Marvelous for Words"                     | Richard A. Whiting                                  |                                                       |
| 1938 | "Jeepers, Creepers!"                          | Harry Warren                                        |                                                       |
| 1938 | "You Must Have Been a Beautiful Baby"         | Harry Warren                                        |                                                       |
| 1938 | "When a Woman Loves a Man"                    | Bernie Hanighen, Gordon Jenkins                     |                                                       |
| 1939 | "And the Angels Sing"                         | Ziggy Elman                                         |                                                       |
| 1939 | "Cuckoo in the Clock"                         | Walter Donaldson                                    |                                                       |
| 1939 | "Day In, Day Out"                             | Rube Bloom                                          |                                                       |
| 1939 | "I Thought About You"                         | Jimmy Van Heusen                                    |                                                       |
| 1939 | "Wings Over the Navy"                         | Harry Warren                                        |                                                       |
| 1940 | "Fools Rush In"                               | Rube Bloom                                          |                                                       |
| 1941 | "Blues in the Night"                          | Harold Arlen                                        |                                                       |
| 1941 | "I Remember You"                              | Victor Schertzinger                                 |                                                       |
| 1941 | "Tangerine"                                   | Victor Schertzinger                                 |                                                       |
| 1941 | "This Time the Dream's on Me"                 | Harold Arlen                                        |                                                       |
| 1942 | "Moon Dreams"                                 | Chummy MacGregor (co-escriptor)                     |                                                       |
| 1942 | "Dearly Beloved"                              | Jerome Kern                                         |                                                       |
| 1942 | "Hit the Road to Dreamland"                   | Harold Arlen                                        |                                                       |
| 1942 | "I'm Old Fashioned"                           | Jerome Kern                                         |                                                       |
| 1942 | "Skylark"                                     | Hoagy Carmichael                                    |                                                       |
| 1942 | "That Old Black Magic"                        | Harold Arlen                                        |                                                       |
| 1942 | "Trav'lin' Light"                             | Jimmy Mundy, Trummy Young                           |                                                       |
| 1943 | "Dream"                                       | Johnny Mercer                                       |                                                       |
| 1943 | "My Shining Hour"                             | Harold Arlen                                        |                                                       |
| 1943 | "One for My Baby (and One More for the Road)" | Harold Arlen                                        | Tema de la sèrie Meet McGraw de 1957–1958 de la NBC   |
| 1944 | "Ac-Cent-Tchu-Ate the Positive"               | Harold Arlen                                        |                                                       |
| 1944 | "G.I. Jive"                                   | Johnny Mercer                                       |                                                       |
| 1945 | "Laura"                                       | David Raksin                                        |                                                       |
| 1945 | "Out of This World"                           | Harold Arlen                                        |                                                       |
| 1946 | "Any Place I Hang My Hat Is Home"             | Harold Arlen                                        |                                                       |
| 1946 | "I Had Myself a True Love"                    | Harold Arlen                                        |                                                       |
| 1946 | "Come Rain or Come Shine"                     | Harold Arlen                                        |                                                       |
| 1946 | "On the Atchison, Topeka and the Santa Fe"    | Harry Warren                                        | Per al film The Harvey Girls                          |
| 1947 | "Autumn Leaves"                               | Joseph Kosma, orig. text francès de Jacques Prévert |                                                       |
| 1951 | "In the Cool, Cool, Cool of the Evening"      | Hoagy Carmichael                                    | Per al film Here Comes the Groom                      |
| 1952 | "I Wanna Be a Dancing Man"                    | Harry Warren                                        |                                                       |
| 1952 | "The Glow-Worm"                               | Paul Lincke                                         |                                                       |
| 1953 | "Satin Doll"                                  | Duke Ellington, Billy Strayhorn                     |                                                       |
| 1954 | "Midnight Sun"                                | Lionel Hampton, Sonny Burke                         |                                                       |
| 1954 | "Something's Gotta Give"                      | Johnny Mercer                                       |                                                       |
| 1956 | "I'm Past My Prime"                           | Gene de Paul                                        |                                                       |
| 1956 | "Jubilation T. Cornpone"                      | Gene de Paul                                        |                                                       |
| 1956 | "Bernardine"                                  | Johnny Mercer                                       | Per al film Bernardine                                |
| 1956 | "Technique"                                   | Johnny Mercer                                       | Per al film Bernardine                                |
| 1959 | "I Wanna Be Around"                           | Johnny Mercer, Sadie Vimmerstedt                    |                                                       |
| 1961 | "Moon River"                                  | Henry Mancini                                       | For the film Esmorzar amb diamants                    |
| 1962 | "Days of Wine and Roses"                      | Henry Mancini                                       | Per al film Dies de vi i roses                        |
| 1962 | "Drinking Again"                              | Doris Tauber                                        |                                                       |
| 1963 | "Charade"                                     | Henry Mancini                                       |                                                       |
| 1963 | "Meglio stasera" (It Had Better Be Tonight)   | Henry Mancini                                       | Per al film La Pantera Rosa                           |
| 1964 | "Emily"                                       | Johnny Mandel                                       |                                                       |
| 1964 | "Lorna"                                       | Mort Lindsey                                        |                                                       |
| 1964 | "Talk to Me, Baby"                            | Bobby Dolan                                         | Per a la comèdia musical de Broadway Foxy             |
| 1965 | "Summer Wind"                                 | Henry Mayer                                         |                                                       |
| 1970 | "Whistling Away the Dark"                     | Henry Mancini                                       | Per al film Darling Lili                              |
| 1973 | "The Phony King of England"                   | Johnny Mercer                                       | Per al film de The Walt Disney Company Robin Hood     |
| 1984 | "When October Goes"                           | Barry Manilow                                       | De 2:00 AM Paradise Cafe                              |
| 1988 | "If It Can't Be You"                          | Barry Manilow                                       |                                                       |
| 1988 | "At Last"                                     | Barry Manilow                                       |                                                       |
| 1988 | "Heart of Mine, Cry On"                       | Barry Manilow                                       |                                                       |
| 1988 | "When The Meadow Was Bloomin' "               | Barry Manilow                                       | Per a With My Lover Beside Me (album de Nancy Wilson) |
| 1988 | "Just Remember"                               | Barry Manilow                                       | De The Complete Collection and Then Some...           |
| 1988 | "Can't Teach My Old Heart New Tricks"         | Barry Manilow                                       | Per a The Complete Collection and Then Some...        |